# Květoslav Novák
Květoslav Novák (* 4. května 1938) je bývalý český fotbalista.

## Fotbalová kariéra
Hrál za Duklu Pardubice, Spartu Praha a Bohemians Praha. Je mistrem Československa z roku 1965 se Spartou Praha. V československé lize nastoupil ve 178 utkáních a dal 1 gól.

## Ligová bilance
| Ročník                                   | Zápasy | Góly | Klub            |
| ---------------------------------------- | ------ | ---- | --------------- |
| 1. československá fotbalová liga 1957/58 | -      | 0    | Dukla Pardubice |
| 1. československá fotbalová liga 1958/59 | -      | 0    | Dukla Pardubice |
| 1. československá fotbalová liga 1959/60 | -      | 0    | Sparta Praha    |
| 1. československá fotbalová liga 1960/61 | 9      | 0    | Sparta Praha    |
| 1. československá fotbalová liga 1961/62 | 23     | 0    | Sparta Praha    |
| 1. československá fotbalová liga 1962/63 | 22     | 0    | Sparta Praha    |
| 1. československá fotbalová liga 1963/64 | 20     | 0    | Sparta Praha    |
| 1. československá fotbalová liga 1964/65 | 1      | 0    | Sparta Praha    |
| 1. československá fotbalová liga 1966/67 | 13     | 0    | Bohemians Praha |
| 1. československá fotbalová liga 1967/68 | 21     | 0    | Bohemians Praha |
| 1. československá fotbalová liga 1969/70 | 15     | 1    | Bohemians Praha |
| CELKEM                                   | 178    | 1    |                 |